# MTV Europe Music Awards 2010
Show-ul 2010 MTV Europe Music Awards a avut loc pe data de 7 noiembrie 2010 la Caja Mágica in Madrid. Show-ul a fost prezentat de   Eva Longoria.
Cele mai multe premii le-a primit Lady Gaga cu un număr de trei (Cea mai bună artistă, Cel mai bun artist pop și Cel mai bun cântec).

## Nominalizări
Câștigători sunt scriși cu  bold.

### Cel mai bun cântec
- Eminem (featuring Rihanna) — "Love the Way You Lie"
- Lady Gaga — "Bad Romance"
- Katy Perry (featuring Snoop Dogg) — "California Gurls"
- Rihanna — "Rude Boy"
- Usher (featuring will.i.am) — "OMG"

### Cel mai bun videoclip
- 30 Seconds to Mars — "Kings and Queens"
- Eminem (featuring Rihanna) — "Love the Way You Lie"
- Lady Gaga (featuring Beyoncé) — "Telephone"
- Katy Perry (featuring Snoop Dogg) — "California Gurls"
- Plan B — "Prayin'"

### Cea mai bună artistă
- Miley Cyrus
- Lady Gaga
- Katy Perry
- Rihanna
- Shakira

### Cel mai bun artist
- Justin Bieber
- Eminem
- Enrique Iglesias
- Usher
- Kanye West

### Cel mai bun artist pop
- Miley Cyrus
- Lady Gaga
- Katy Perry
- Rihanna
- Usher

### Cel mai bun artist rock
- 30 Seconds to Mars
- Kings of Leon
- Linkin Park
- Muse
- Ozzy Osbourne

### Cel mai bun alternativ
- Arcade Fire
- Gorillaz
- The Gossip
- Paramore
- Vampire Weekend

### Cel mai bun artist Hip-Hop
- Eminem
- Snoop Dogg
- T.I.
- Lil Wayne
- Kanye West

### Cel mai bun artist nou
- Ke$ha
- B.o.B
- Justin Bieber
- Jason Derulo
- Plan B

### Cel mai bun moment live
- Bon Jovi
- Kings of Leon
- Lady Gaga
- Linkin Park
- Muse

### Cea mai bună performanță internațională
- 30 Seconds to Mars
- Gorillaz
- Green Day
- Muse
- Katy Perry
- Tokio Hotel

### Cel mai bun act cool
- B.o.B
- Justin Bieber
- Alexandra Burke
- Jason Derülo
- The Drums
- Hurts
- Ke$ha
- Mike Posner
- Professor Green
- Selena Gomez & the Scene

### Cel mai bun artist european
- Afromental
- Dima Bilan
- Enrique Iglesias
- Inna
- Marco Mengoni

## Performanțe

### Înaintea show-ului
- 30 Seconds to Mars (featuring Kanye West) — "Hurricane / Power"

### În show
- Shakira (featuring Dizzee Rascal) — "Loca / Waka Waka (This Time for Africa)"
- Kings of Leon — "Radioactive"
- Katy Perry — "Firework"
- Rihanna — "Only Girl (In The World)"
- Kid Rock — "Born Free"
- Linkin Park — "Waiting for the End"
- B.o.B (featuring Hayley Williams) — "Airplanes"
- Miley Cyrus — "Who Owns My Heart"
- Plan B — "She Said"
- Ke$ha — "TiK ToK"
- Bon Jovi — "What Do You Got? / You Give Love a Bad Name / It's My Life"

## Apariții
- Taylor Momsen — prezentând Best New Act
- DJ Pauly D și Snooki — prezentând Best Pop
- Johnny Knoxville — prezentând Best Alternative
- Kelly Brook și David Bisbal — prezentând Best Video
- Emily Osment — prezentând Best Male
- Slash — prezentând Best Live Act
- The Dudesons — prezentând Best Hip-Hop
- Alaska și Joaquín Reyes — presented Best Spanish Act
- 30 Seconds to Mars — prezentând Free Your Mind
- Miley Cyrus — prezentând Best Rock
- Dizzee Rascal — prezentând Best Female
- The Jackass Cast — prezentând Best Song